# Clívia blava
La clívia blava (Agapanthus praecox), és una espècie de planta de la família de les Amaril·lidàcies prové de les regions costaneres meridionals de Sud-àfrica i és àmpliament cultivada i utilitzada en horticultura. Les espècies d'Agapanthus són fàcils d'hibridar-se entre elles particularment quan creixen a prop les unes amb les altres i com a resultat en sorgeixen uns quants en un mateix jardí.
També rep els noms de clívia morada i vara d'Adam.

## Descripció
Es tracta d'una planta herbàcia, perennifòlia, rizomatosa. És una espècie extremadament variable constituïda per tres subespècies: subsp. praecox, subsp. orientalis i subsp. minimus. Es distingeix per les seves 6-20 fulles per planta individual. Aquestes fulles són en forma de corretja i poden ser flàccides, estretes o amples, curtes o llargues i tenen puntes romes o punxagudes. Encara que aquesta descripció és molt àmplia, és relativament fàcil diferenciar-les de les altres espècies de fulla perenne: A. africanus es limita al Cap Occidental, principalment de la Península del Cap a Paarl i Stellenbosch, i en la mesura cap a l'est com Swellendam. La seva gamma no se solapa amb la de A. praecox. És petit, 250-700 mm, li apareixen les flors a finals d'estiu (desembre a abril) i el periant és gruixut o de textura carnosa i les fulles són coriàcies. Pràcticament tots els agapanthus de fulla perenne en cultiu al món, són híbrids o cultivars dA praecox.

## Distribució i hàbitat
Creix a les vores dels camins, en parcs i jardins de forma cultivada. Les Agapanthaceae és una família monotípica (consisteix en un sol gènere) endèmica del sud d'Àfrica, és a dir, Agapanthus no ocorre naturalment en cap altre lloc a la Terra. Les sis espècies variables són generalitzades en totes les províncies de Sud-àfrica, excepte el Cap del Nord, i a Lesotho, Swazilàndia i Moçambic, però no a Namíbia o Botswana. Creixen només en àrees on la precipitació és superior a 500 mm per any, des del nivell del mar fins a 2 000 m, amb un rang de distribució que s'estén des de la Península del Cap, al sud-oest, al llarg del sud i costa oriental d'Àfrica meridional després cap a l'interior i cap al nord en les regions muntanyoses al sud del riu Limpopo.

## Varietats
L'espècie d'A. praecox presenta tres subespècies: 
- A. praecox subsp. praecox: creix al Cap Oriental, en general arriba als 0,8-1 m d'altura i florerix a mitjans o finals del 'estiu (desembre a febrer). Es distingeix de les altres dues subespècies pels seus segments més llargs del periant (50 mm més) i un menor nombre de fulles per planta (10-11). Flors són de color blau.
- A. praecox subsp. orientalis (F.M.Leight) F.M.Leight: creix al Cap Oriental i el sud de KwaZulu-Natal d'uns 0,8-1 m d'alçada i floreix a mitjans o finals de l'estiu (desembre a febrer). Es distingeix de la subsp. praecox pels seus segments del periant més curts (menys de 50 mm), i té més fulles (fins a 20 per planta), no coriàcies i tenen un hàbit arquejat. Es diferencia de la subsp. minimus per tenir una inflorescència més densa, la planta sencera és més gran i forma glomeruls gruixuts. Les flors són de cara oberta, empal·lideixen a blanc o blau pur.
- A. praecox subsp. minimus (Lindl.) F.M.Leight: creix al Cap Occidental i el sud-est de Cap de l'Est, és més petit que els altres dos, només entre 300 i 600 mm d'alçària, i s'inicia la floració primerenca, des de primers a finals de l'estiu (novembre a març). Es diferencia de les altres dues subespècies a ser una planta més petita, amb un menor nombre de fulles per planta (fins a 10) i hi ha menys flors a la inflorescència. Té el periant més curt que subsp. praecox (menys de 50 mm) i no forma glomèruls tan densos com subsp. orientalis. Les flors són de cara oberta, pàl·lid a blau fosc o ocasionalment blanc grisenc o blanc.

## Derivacions del nom i aspectes històrics
El gènere Agapanthus va ser establert per l'Héritier en 1788. Solien ser inclosos en les Liliaceae (família de les liliàcies), i després es van traslladar a les Amaryllidaceae (gènere Narcissus). Més tard es van traslladar de nou a les Alliaceae (família de la ceba), i va tornar a les Amaryllidaceae i ara resideix en la seva pròpia família, la Agapanthaceae. Tot aquest anar i venir en la seva taxonomia sembla per motius de la seva inflorescència umbellada que no se sap si considerar-la de major importància taxonòmica que el seu ovari superior. Es col·loca en la seva pròpia família, una família germana de les Amaryllidaceae, en la força del seu ovari superior, la presència de saponines i l'absència d'alcaloides.